# Paraleptidea longitarsis
Paraleptidea longitarsis är en skalbaggsart som först beskrevs av Lane 1951.  Paraleptidea longitarsis ingår i släktet Paraleptidea och familjen långhorningar. Inga underarter finns listade i Catalogue of Life.